# Spyros Kastanas
Spyros Kastanas (in greco: Σπύρος Καστάνας; Famagosta, 12 dicembre 1962) è un allenatore di calcio ed ex calciatore cipriota, di ruolo difensore, tecnico dell'Omonia Aradippou.

## Carriera

### Club
Ha sempre giocato nella massima serie cipriota con Ethnikos Achnas ed Anorthosis.

### Nazionale
Ha giocato con la nazionale cipriota dal 1988 al 1990, disputando 11 partite.

## Palmarès

### Giocatore

#### Competizioni nazionali
- Campionato cipriota: 1

Anorthosis: 1994-1995
- Supercoppa di Cipro: 1

Anorthosis: 1995